# Aragatsavan
Aragats là một đô thị thuộc tỉnh Aragatsotn, Armenia. Dân số ước tính năm 2011 là 5867 người.